# Agnéby (vattendrag)
Agnéby är ett vattendrag i Elfenbenskusten som mynnar i Ébriélagunen. Det rinner genom den södra delen av landet, 200 km sydost om huvudstaden Yamoussoukro.